# کلیله و دمنه (انیمیشن)
کلیله و دمنه نام یک انیمیشن ایرانی می‌باشد که به کارگردانی علیرضا توکلی بینا که در ایران تولید شده‌است.
هیچ شباهتی به داستان کتاب ندارد و فقط از اسم‌های مشابه استفاده شده است.

## خلاصه داستان
داستان این انیمیشن دربارهٔ دو شغال به نام‌های کلیله و دمنه است که با حوادث تلخ و شیرینی در جنگل روبرو می‌شوند. علاقه آنها وارد شدن به دربار شیر است. وقتی به آنجا می‌رسند، به ناچار نظاره‌گر عاقبت کارهای بد و خوب اطرافیان شیر مانند گرگ، کفتار و روباه می‌شوند و از حوادثی که برای آنها اتفاق می‌افتد کلیله و دمنه و بقیه حیوانات جنگل درس عبرت می‌گیرند.

## جایزه‌ها
- پویانمایی «کلیله و دمنه» برنده جایزه ویژه هیئت داوران جشنواره اورآسیا ۲۰۱۷ شد.
- نامزدی در جشنواره‌های رولان بایکوف (ارمنستان)، کودکان کانادا (تورنتو)، جونیور فست (جمهوری چک)، نوزدهمین جشنواره بین‌المللی فیلم نوجوان سئول، کودک و نوجوان کلکته هند، کودک و نوجوان اصفهان.